# Thymebatis cerasina
Thymebatis cerasina är en stekelart som först beskrevs av Brethes 1909.  Thymebatis cerasina ingår i släktet Thymebatis och familjen brokparasitsteklar. Inga underarter finns listade i Catalogue of Life.